# 置賜弁

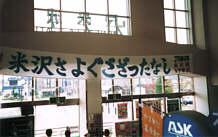
置賜弁（米沢方言）による観光宣伝。「米沢へよくいらっしゃいましたね」の意。1997年、JR米沢駅出口で。

置賜弁（おきたまべん）は、山形県南部の置賜地方で使われる日本語の方言である。置賜地方の中心都市米沢市から米沢弁（よねざわべん）と呼ばれることもある。同じ置賜地方でも、西置賜郡小国町ではやや異なる言葉が話される（小国方言）。
東北方言の中では山形内陸方言に分類される。いわゆるズーズー弁であるが、村山弁よりも語調が丁寧なのが特徴。アクセントは、東北地方南部から関東地方北東部に共通の無アクセントである。ただし西置賜郡小国町では北奥羽式アクセント（外輪型東京式アクセントの変種）である。小国町の方言については小国方言も参照。